# Museo geologico delle Dolomiti
Il Museo geologico delle Dolomiti, già conosciuto come Museo civico di geologia e Museo mineralogico-geologico di Predazzo è un museo geologico situato a Predazzo, in val di Fiemme, nella provincia autonoma di Trento.

## Storia
Il "museo civico di geologia" venne fondato nel 1899 dalla Società Magistrale di Fiemme e Fassa, al fine di valorizzare il patrimonio geologico e naturalistico delle Dolomiti, attraverso lo studio e l'esposizione di reperti naturalistici (minerali, fossili, rocce, animali e vegetali). Negli anni 1970 fu aggiunta una collezione etnografica, che però viene scorporata nel 1995 in quanto ritenuta incongruente con le finalità del museo. Dopo aver cambiato sede più volte nel corso del XX secolo, nel 1981 il museo geologico venne collocato nella ex "casa del turismo ed artigianato" situata nella piazza principale di Predazzo.
Nel 2009 le Dolomiti, oggetto del museo, vengono inserite nella lista dei patrimoni dell'umanità dall'UNESCO
Nel 2012 entra a far parte del MUSE (Museo delle Scienze di Trento).
Nell'estate 2015 il museo è stato totalmente riallestito, valorizzando maggiormente sia la collezione sia le origini ottocentesche dell'istituzione e gli inizi delle esplorazioni e degli studi scientifici sulle Dolomiti. All'ingresso è stato ricostruito il salone dello storico albergo "Nave d'Oro" in cui dalla fine del XIX secolo si incontrarono geologi, naturalisti ed esploratori di tutto il mondo (tra cui Alexander von Humboldt, Jean Baptiste Elie de Beaumont, Charles Lyell, Roderick Murchison, Amelia Edwards e altri) attratti dalle interessanti formazioni geologiche circostanti Predazzo.

## Collezione
Il museo possiede più di 12.000 oggetti, sia geologici sia fossili, tra cui la più grande collezione in Italia di fossili invertebrati delle scogliere medio-triassiche. L'ente gestore cura anche un percorso didattico esterno (denominato "Sentiero geologico del Dos Capèl"), visitabile in estate, che interagisce con l'esposizione museale.

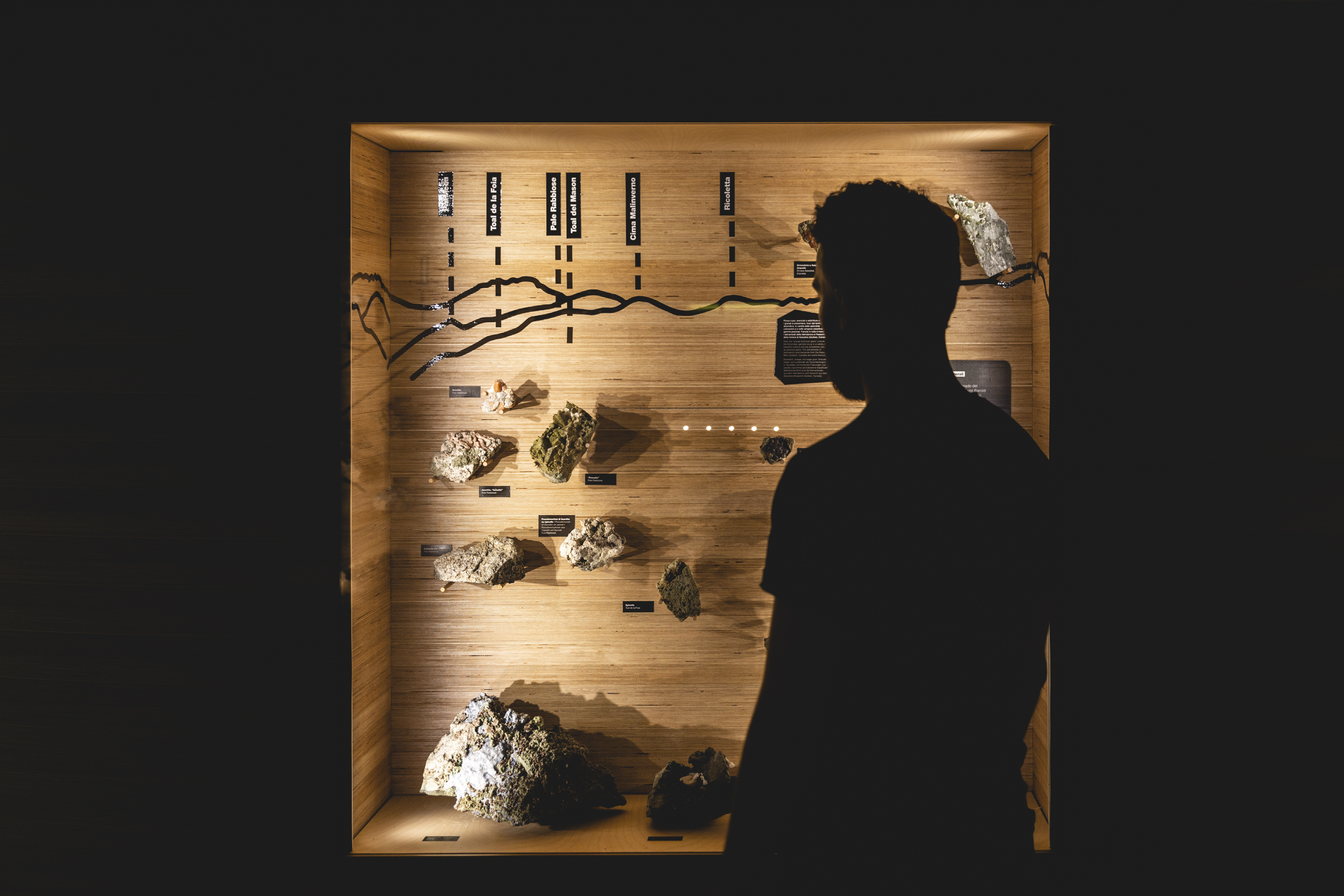
Museo Geologico delle Dolomiti a Predazzo, MUSE - Archivio MUSE fotografo Michele Purin (2024)

Il museo è ospitato nell'edificio situato nella piazza principale di Predazzo: al piano terra l'esposizione espone la storia delle Dolomiti e la loro scoperta scientifica. Nel piano interrato, i visitatori possono esplorare i gruppi montuosi più noti della Val di Fiemme e della Val di Fassa: Lagorai, Latemar, Catinaccio, Marmolada-Monzoni e Sella.
Nel museo è presente una biblioteca scientifica specializzata con oltre 4.000 volumi in materia di geologia, mineralogia e paleontologia, con una sezione dedicata a storia ed antiquariato.

## Sentiero geologico del Dos Capèl

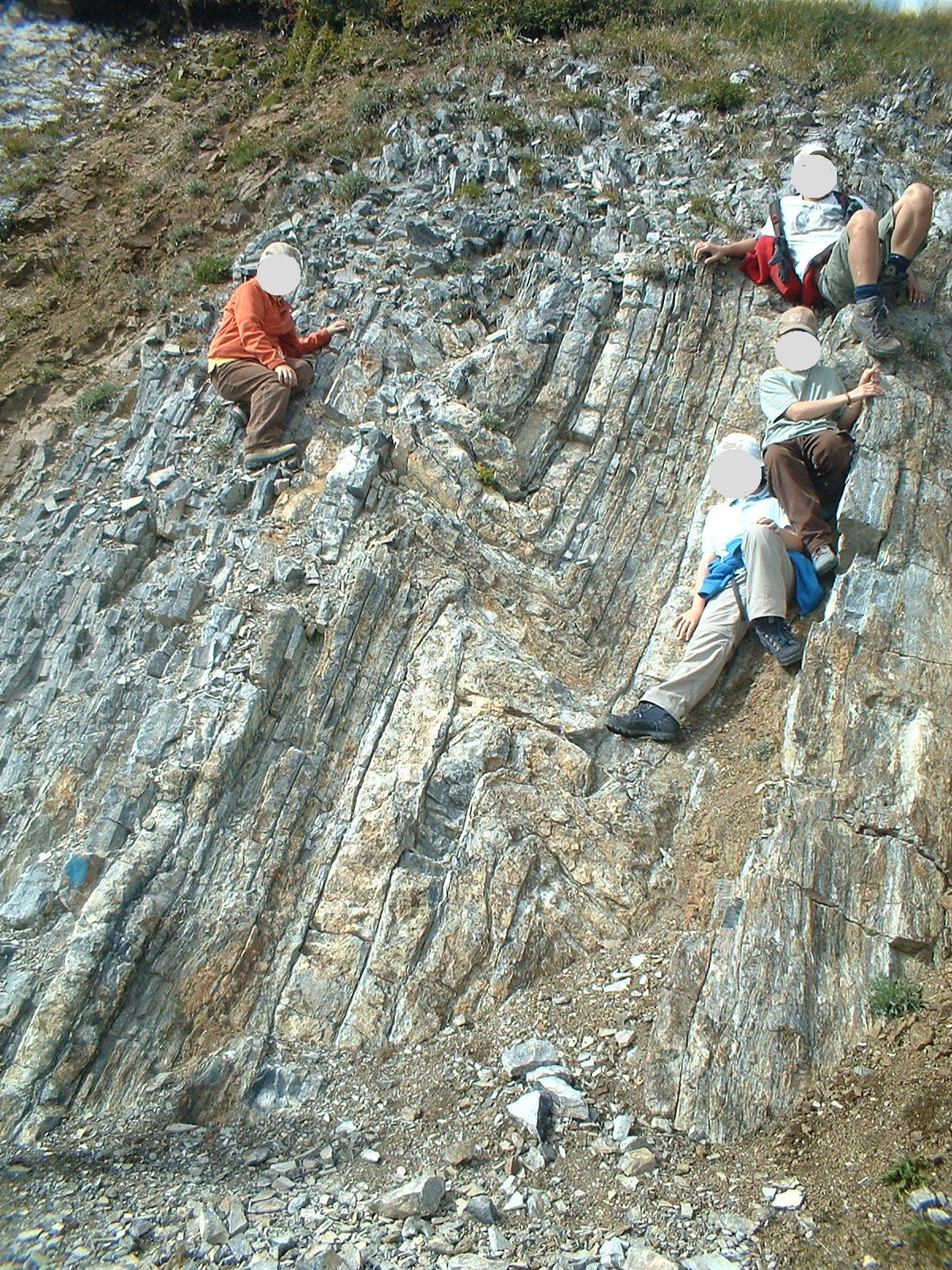
Kink band in sequenza sedimentaria (Formazione di Livinallongo, Ladinico Inferiore, sentiero geologico del Dos Capèl, Predazzo)

Il sentiero geologico del Dos Capèl è un percorso escursionistico di media difficoltà di 9,7 km creato negli anni 1970 e ripristinato nei primi anni 2000 dal Museo geologico di Predazzo, di cui costituisce un naturale proseguimento. Tale "museo a cielo aperto" parte da Pampeago (a quota 1860 m s.l.m.) e, attraverso 32 aree di sosta in cui sono installati pannelli informativi con fotografie e descrizioni, è possibile percorrere un anello intorno alla montagna del Dos Capèl (2200 m s.l.m.) per osservare dal vivo le diverse conformazioni rocciose. È possibile raggiungere il geotrail anche da passo Feudo, tramite gli impianti di risalita dello Ski Center Latemar.